# فضول‌باشی
فضول باشی (به انگلیسی: Busy Bodies) فیلمی طنز با نقش آفرینی لورل و هاردی و محصول سال ۱۹۳۳ می‌باشد.

## داستان
لورل و هاردی در یک کارگاه چوب بری مشغول کار می‌شوند ولی چیزی نمی‌گذرد که اشتباهات آنها خرابی‌های بزرگی به بار می‌آورد.